# Tylophora brackenridgei
Tylophora brackenridgei är en oleanderväxtart som beskrevs av Asa Gray. Tylophora brackenridgei ingår i släktet Tylophora och familjen oleanderväxter. Inga underarter finns listade i Catalogue of Life.